# 音響ハウス
株式会社音響ハウス（おんきょうハウス、英: ONKIO HAUS）は、レコーディング、ミキシング、マスタリング・映像編集・MAを主たる業務とする、マガジンハウスなどによって東京都・銀座で運営されている会社組織。
音楽のレコーディングスタジオとポストプロダクションの映像編集スタジオ、それに音付けおよび音の加工を行うMAスタジオを併せ持つ総合スタジオである。
本項では2020年公開の映画『音響ハウス Melody-Go-Round』についても記す。

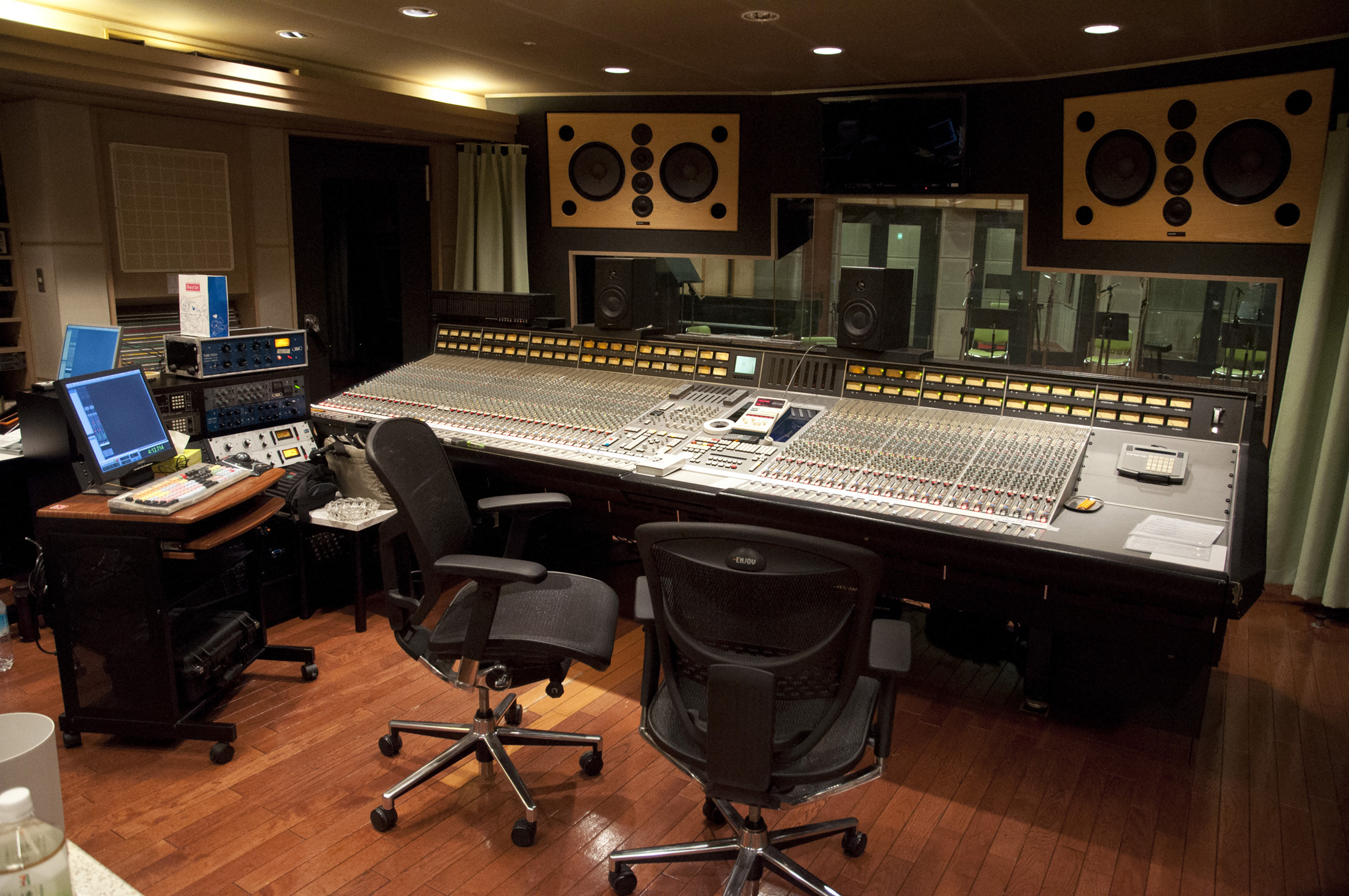
ONKIO HAUS Studio 1 Control Room with SSL SL9064J

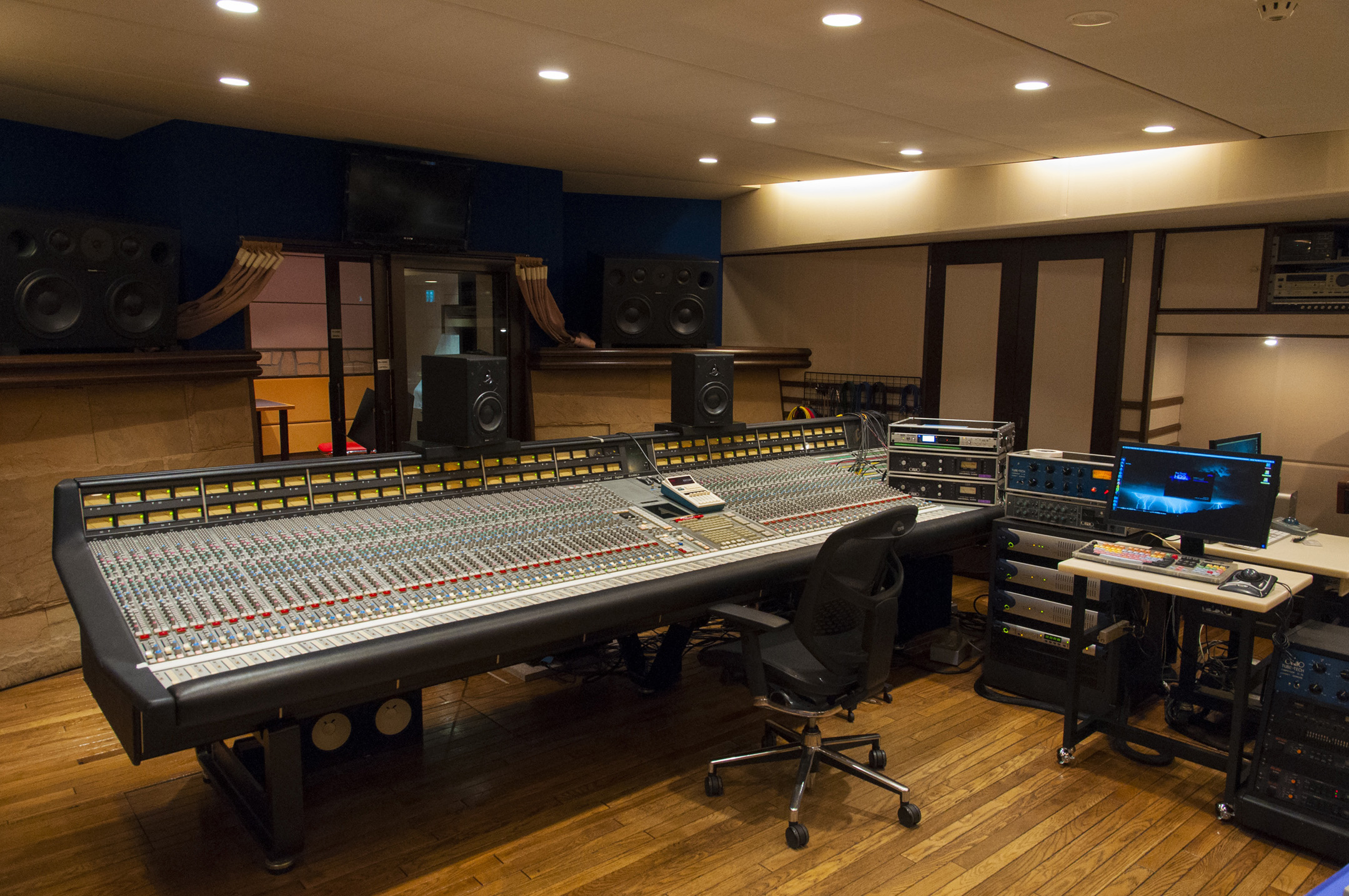
ONKIO HAUS Studio 6 Control Room with SSL SL4064G+

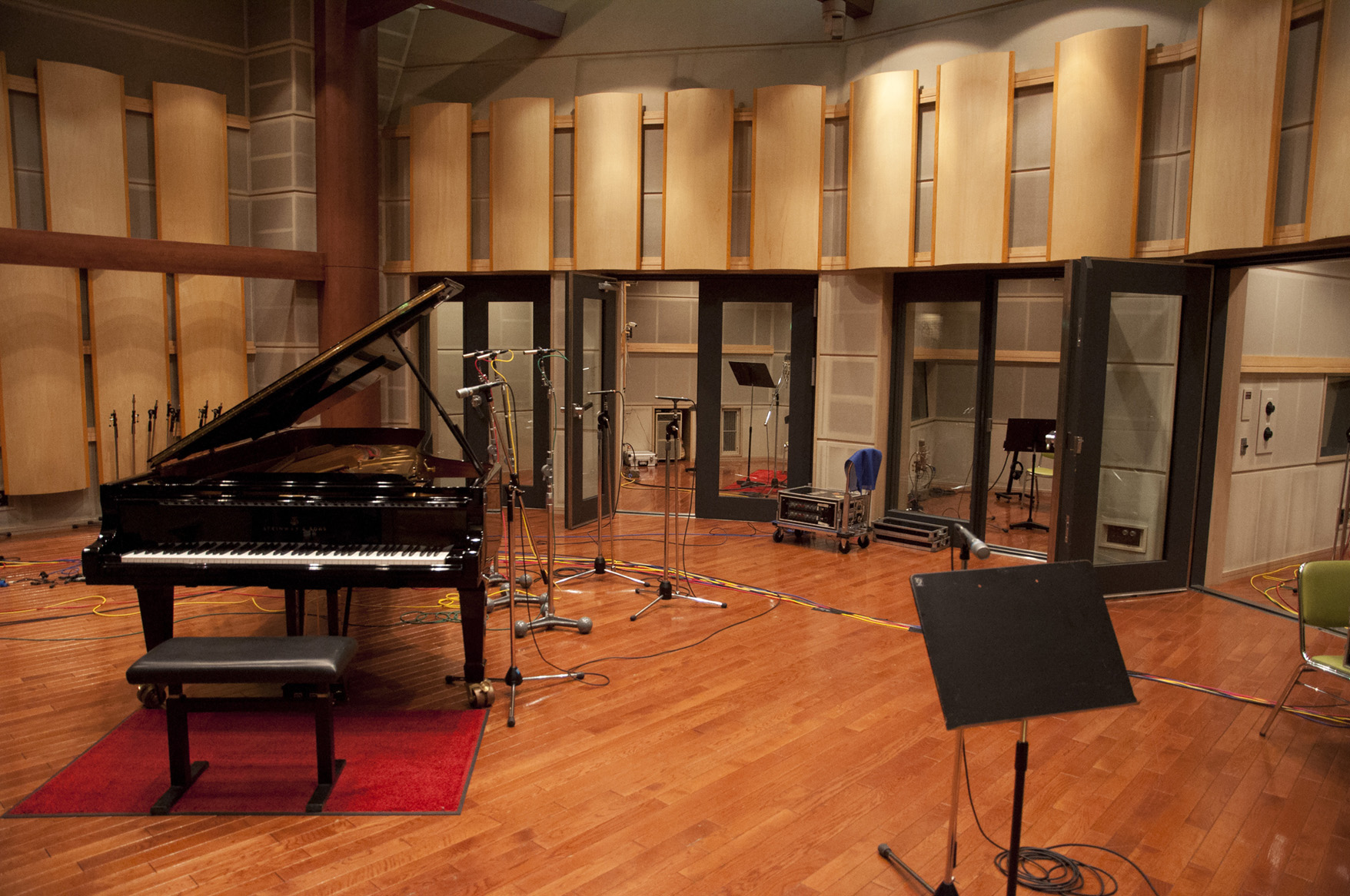
ONKIO HAUS Studio 1 Main Floor

## スタジオ設備

### Studio 1
- スタジオ・メインフロア：面積/天井高 72平方メートル/5.5m
- スタジオ・ブースA：面積/天井高 3平方メートル/5.5m
- スタジオ・ブースB：面積/天井高 11平方メートル/5.5m (Piano Booth)
- スタジオ・ブースC：面積/天井高 9平方メートル/5.5m
- スタジオ・ブースD：面積/天井高 15平方メートル/5.5m
- スタジオ・ブースE：面積/天井高 9平方メートル/5.5m
- コントロール・ルーム：面積/天井高 45平方メートル/5.5m
- ミキシング・コンソール：SSL SL9064J-64VU, J Computer with Total Recall System
- モニター・スピーカー：Dynaudio M4 CUSTOM、YAMAHA NS-10M STUDIO、Dynaudio BM6
- モニター・アンプ：CHORD SPA-1016DA 1232DA、CHORD SPA-1016DA、Sony TA-N 86
- デジタル・オーディオ・ワークステーション：ProTools|HD3 Accel
- オーディオ・インターフェース：192 i/o (x4) 48in/48out
- マルチ・トラック・レコーダー：Sony PCM-3348、STUDER A820M SR/A (with ADAMS.SMITH ZETA-III)
- マスター・レコーダー：STUDER A820 (1/2 Inch Head Option)、Panasonic SV-3700
- 常設ピアノ：STEINWAY & SONS Model-D
- リバーブ：EMT-140、Lexicon 480L、AMS rmx-16、Sony DRE-2000、Sony MU-R201、YAMAHA REV-7、Roland SRV-2000
- エフェクター：AMS dmx-15-80s、Roland SDE-3000A、YAMAHA SPX-990、YAMAHA SPX-90 II、Eventide H-3000 SE
- リミッター・コンプレッサー：Neve 33609、TUBE-TECH LCA-2B、Urei 1176LN (Silver)

### Studio 2
- スタジオ・メインフロア：面積/天井高 58平方メートル/4.3m
- スタジオ・ブースA：面積/天井高 7.5平方メートル/4.3m
- スタジオ・ブースB：面積/天井高 8.4平方メートル/4.3m (Piano Booth)
- スタジオ・ブースC：面積/天井高 5平方メートル/4.3m
- コントロール・ルーム：面積/天井高 34平方メートル/4.3m
- ミキシング・コンソール：SSL SL4064G+ 64VU, G Computer with Total Recall System
- モニター・スピーカー：Westlake TM-3、YAMAHA NS-10M STUDIO
- モニター・アンプ：Goldmund Mimesis 28 Evolution、CHORD SPA-1016DA、Sony TA-N 86
- デジタル・オーディオ・ワークステーション：ProTools|HD3 Accel
- オーディオ・インターフェース：192 i/o (x4) 48in/48out
- マルチ・トラック・レコーダー：Sony PCM-3348、STUDER A820M SR/A (with ADAMS.SMITH ZETA-III)
- マスター・レコーダー：STUDER A820 (1/2 Inch Head Option)、Panasonic SV-3700
- 常設ピアノ：STEINWAY & SONS Model-C
- リバーブ：EMT-140TS、Lexicon 480L、AMS rmx-16、Sony DRE-2000、Sony MU-R 201、YAMAHA REV-7、Roland SRV-2000
- エフェクター：AMS dmx-15-80s、Roland SDE-3000、YAMAHA SPX-990、YAMAHA SPX-90 II、Eventide H-3000 SE
- リミッター・コンプレッサー：Neve 33609、Urei 1176LN (Black)

### Studio 3
- ブース：面積 14平方メートル
- コントロール・ルーム：面積 31.4平方メートル
- コントロール・サーフェース：digidesign Control24
- モニター・スピーカー：ADAM S5A MK2 (x5)、GENELEC 7070A SubWoofer (x2)、Dynaudio BM-6、YAMAHA NS-10M STUDIO
- モニター・アンプ：CHORD SPA-1016DA
- デジタル・オーディオ・ワークステーション：ProTools|HD2 Accel
- オーディオ・インターフェース：192 i/o (x1) 16in/8out
- マスター・レコーダー：Panasonic SV-3700、Panasonic SV-3800
- ヘッド・アンプ：Focusrite ISA-110
- リバーブ：EMT 140TS、Lexicon 480L、YAMAHA REV-5
- リミッター・コンプレッサー：Neve 33609、Urei LA-4、TUBE-TECH CL-1B

### Studio 6
- ブース：面積/天井高 13.5平方メートル/2.2m
- コントロール・ルーム：面積/天井高 35平方メートル/4.3m
- ミキシング・コンソール：SSL SL4064G+ 64VU, G Computer with Total Recall System
- モニター・スピーカー：Dynaudio M-3、YAMAHA NS-10M STUDIO、Dynaudio BM6
- モニター・アンプ：Goldmund 29M Evolution、CHORD SPA-1016DA
- デジタル・オーディオ・ワークステーション：ProTools|HD5 Accel
- オーディオ・インターフェース：192 i/o (x4) 24in/48out
- マスター・レコーダー：STUDER A820 (1/2 Inch Head Option)、Panasonic SV-3700
- リバーブ：EMT-140、Lexicon 480L、AMS rmx-16、Sony DRE-2000、Sony MU-R201、YAMAHA REV-7、Roland SRV-2000
- エフェクター：AMS dmx-15-80s、Roland SDE-3000、YAMAHA SPX-990、YAMAHA SPX-90 II、Eventide H-3500 DFX/E
- リミッター・コンプレッサー：Neve 33609、Urei 1176LN (Black)、TUBE-TECH CL-1B

### その他共有機材
- リバーブ：Lexicon 224XL
- ヘッド・アンプ：Neve 1073、SHEP 1073、Focusrite ISA115、AMEK 9098、Drawmer 1960、Grace design m801
- リミッター・コンプレッサー：dbx 160XT、dbx 165A、Neve 2254、BSS DPR 402、Orban Deesser 526A、EL8M Distressor
- コンバーター：GML9300H
- エフェクター：Lexicon M93 Primetime、Eventide H3000、Eventide H949、Roland SDE2000、EXR III EXCITER、SONG BIRD FS1、SONG BIRD TSC1380、MXR AUTO Franger、MXR PHASE Shifter

## 映画『音響ハウス Melody-Go-Round』
2019年、スタジオの歴史を描くドキュメンタリー映画『音響ハウス Melody-Go-Round』を製作し、2020年11月14日から公開した。監督は相原裕美。
当初はメンテナンスエンジニアの遠藤誠に焦点を当てた、若者向けの就職活動用ショートフィルムを想定していたが、最終的にスタジオを利用した名だたるミュージシャンへのインタビューと、本作の主題歌「Melody-Go-Round」収録のドキュメンタリーなどを混ぜ合わせた構成となった。また制作は自社で賄っている。

### 出演
カッコ内は主題歌「Melody-Go-Round」における役割。
- 佐橋佳幸（プロデュース、作曲、編曲、ギター）
- 飯尾芳史（プロデュース、編曲、レコーディング・エンジニア）
- 高橋幸宏（ドラム）
- 井上鑑（キーボード）
- 滝瀬茂（A&R） - 音響ハウスOB
- 坂本龍一
- 関口直人
- 矢野顕子
- 吉江一男
- 渡辺秀文
- 沖祐市
- 川上つよし
- 佐野元春
- デイヴィッド・リー・ロス
- 綾戸智恵
- 下河辺晴三
- 松任谷正隆
- 松任谷由実
- 山﨑聖次
- 葉加瀬太郎（バイオリン）
- 村田陽一（ブラス編曲、トロンボーン）
- 本田雅人（アルトサックス）
- 西村浩二（トランペット）
- 山本拓夫（テナーサックス）
- 牧村憲一
- 田中信一
- オノセイゲン
- 鈴木慶一
- 大貫妙子（作詞、コーラス）
- HANA（メインボーカル）
- 笹路正徳
- 山室久男
- 山根恒二 - 音響ハウスOB
- 中里正男 - 音響ハウスOB
- 遠藤誠 - 音響ハウス メンテナンスエンジニア
- 河野恵実 - 音響ハウス メンテナンスエンジニア
- 須田淳也 - 音響ハウス メンテナンスエンジニア
- 尾崎紀身 - 音響ハウス常務取締役
- 石井亘 - 音響ハウスOB

写真のみ出演
- 大森昭男
- 大瀧詠一
- 渡辺省二郎
- 斉藤ノヴ
- 林立夫
- 高水健司
- 白井良明

## ギャラリー

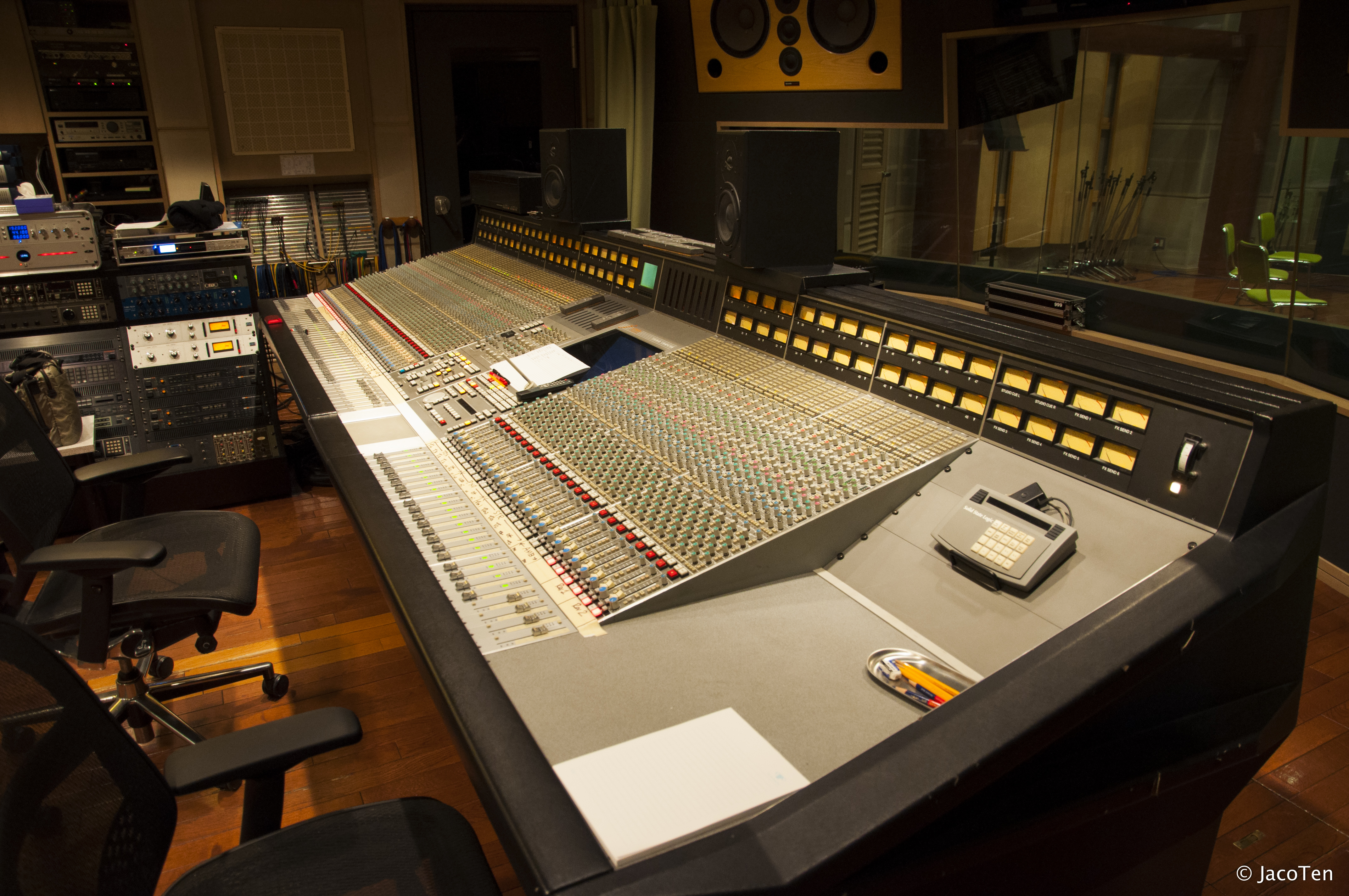
SSL SL9064J at Studio 1
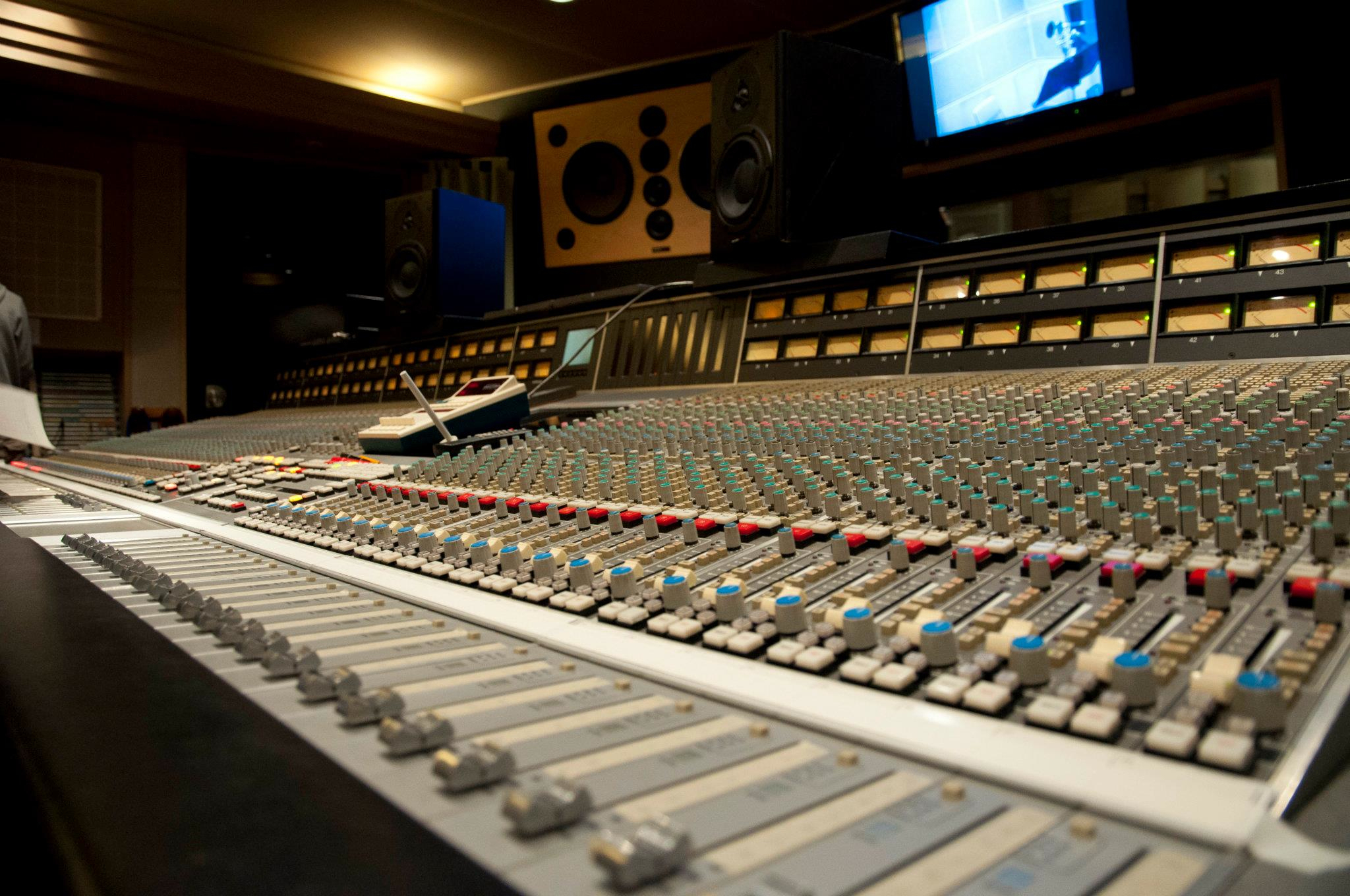
SSL SL9064J Close up at Studio 1
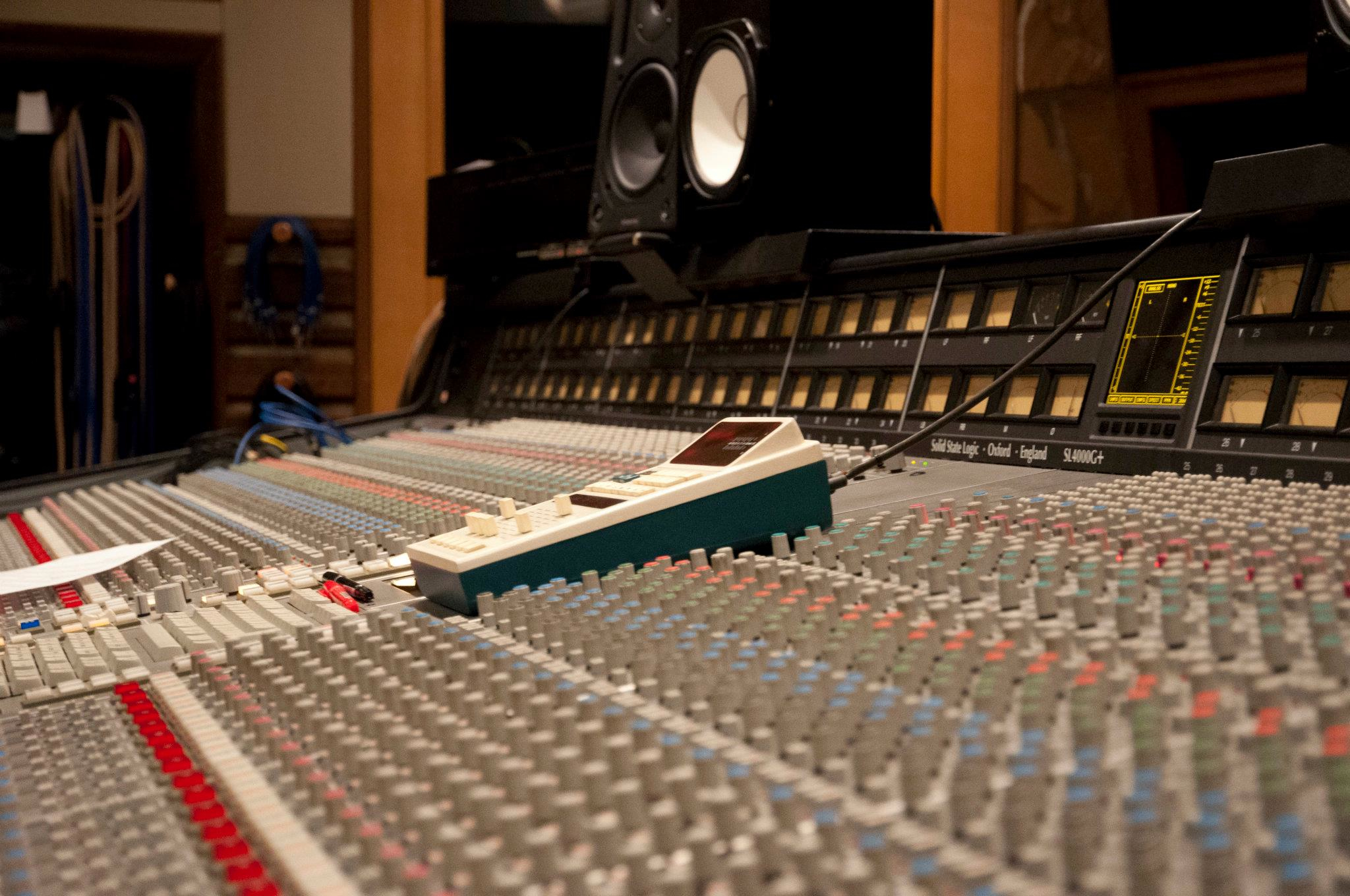
SSL SL4064G+ with Lexicon 480L LARC at Studio 2
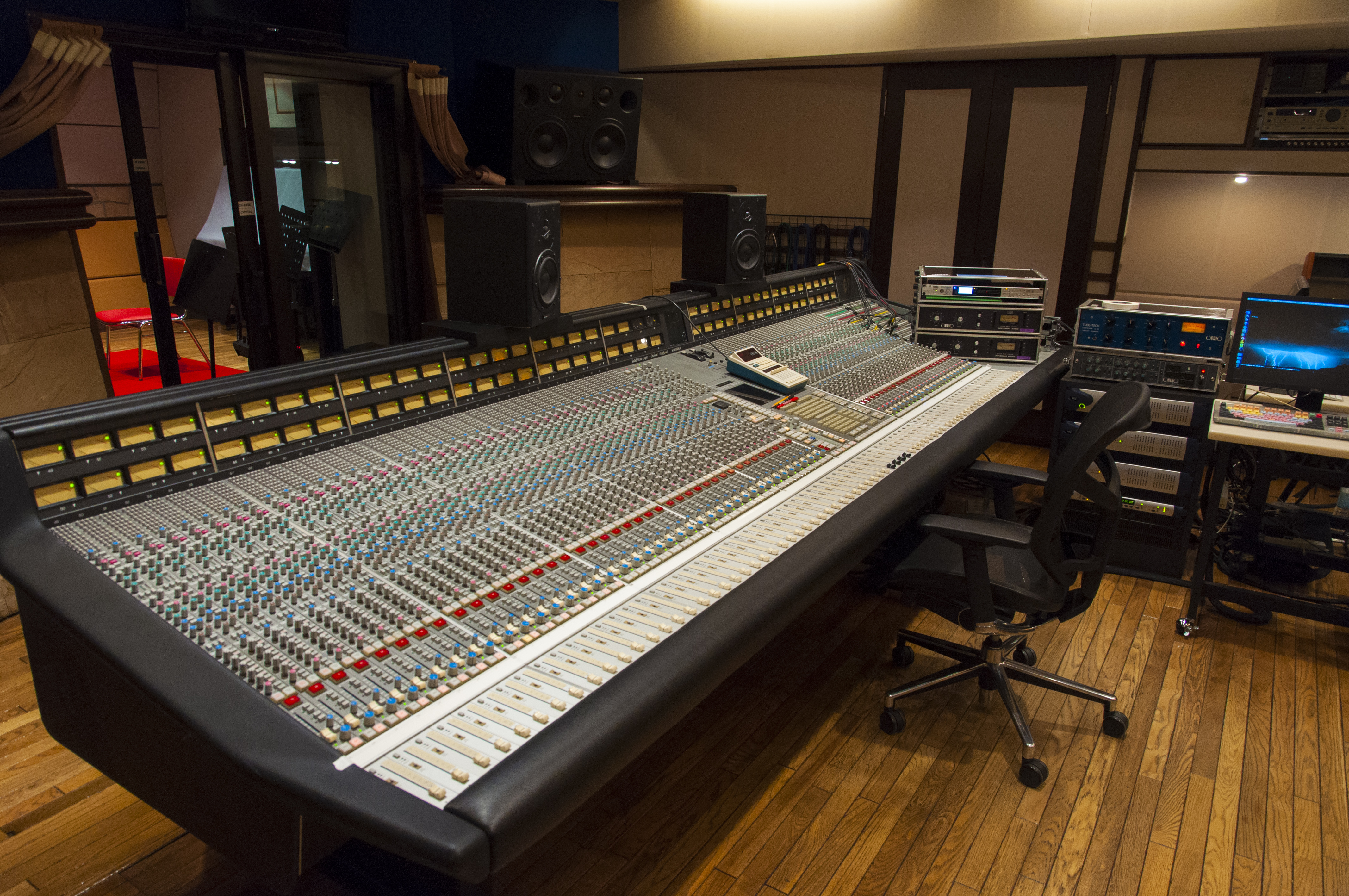
SSL SL4064G+ at Studio 6
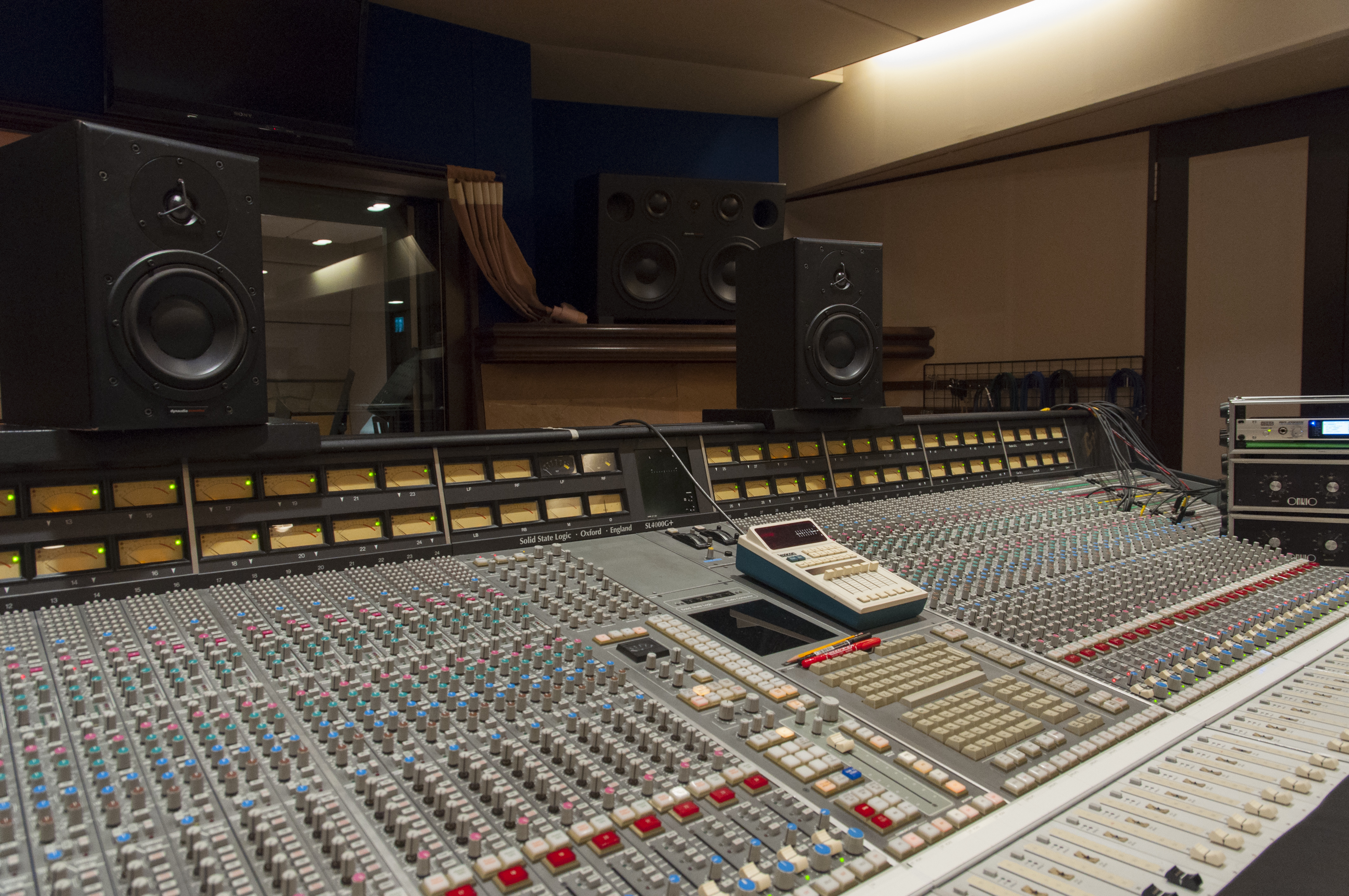
SSL SL4064G+ with Dynaudio BM6 at ONKIO 6
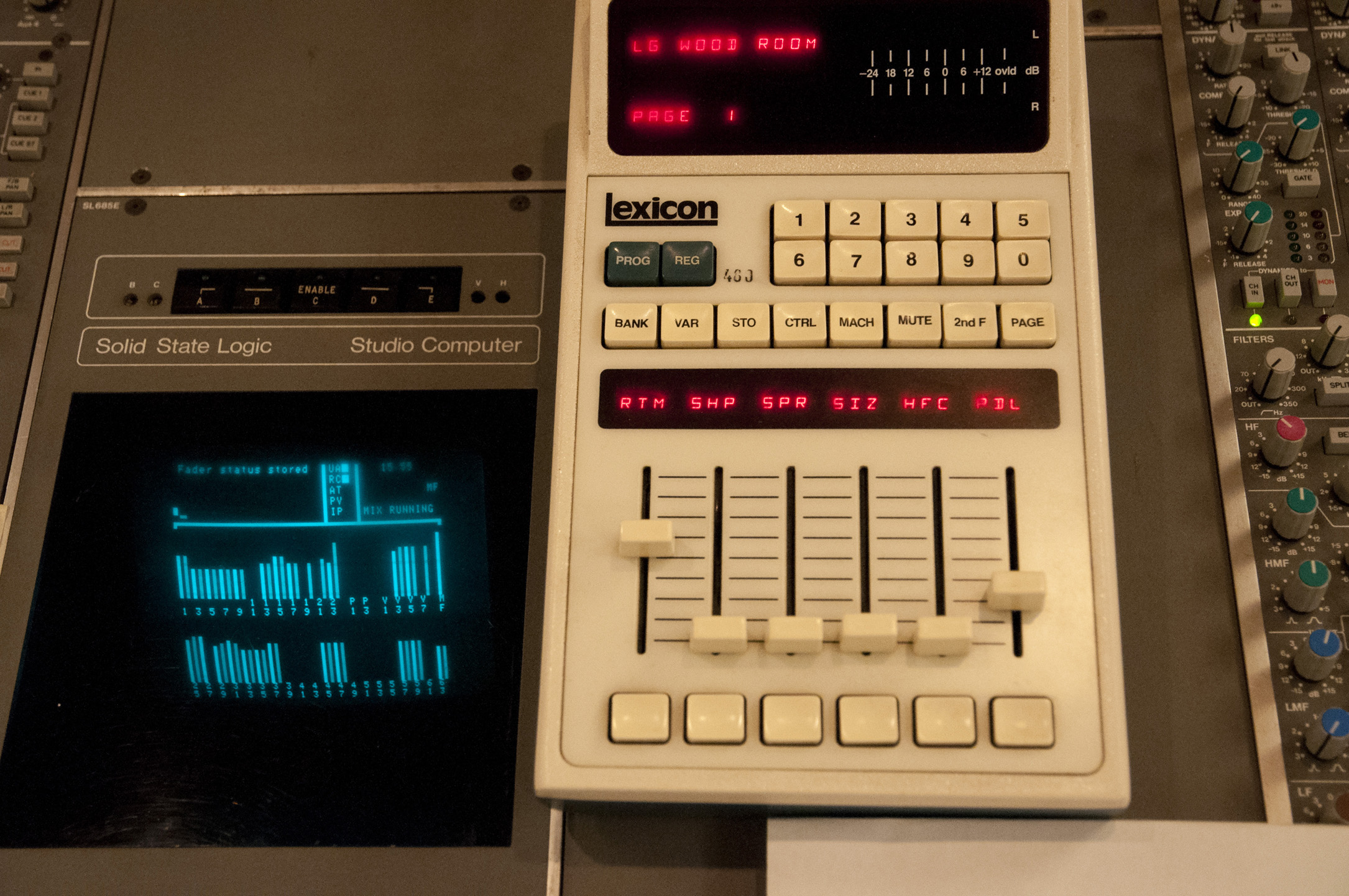
SSL Studio Computer Display